# نکتوسور
نکتوسور (نام علمی: Nectosaurus) نام یک سرده از رده خزندگان است.